# Frederico Pedreira
Frederico Pedreira (Lisboa, 1983) é um escritor português. Publicou cerca de 10 livros, incluindo seis coleções de poesia, dois romances, um livro de contos e uma coleção de ensaios. Em 2021, ganhou o Prémio de Literatura da União Europeia por seu livro A Lição do Sonâmbulo.

## Biografia
Estudou em Portugal e no Reino Unido, onde fez mestrado na Royal Holloway, Universidade de Londres. Ele tem doutorado em Teoria da Literatura pela Faculdade de Letras da Universidade de Lisboa. Entre os livros publicados estão Presa Comum, Fazer de Morto e A Noite Inteira, e um livro de ensaios, Uma Aproximação à Estranheza, que venceu em 2016 o Prémio INCM/Vasço Graça Moura na categoria de ensaio, na área de humanidades, esse livro foi baseado em sua dissertação.
Pedreira trabalhou em diversas profissões, por exemplo: jornalista, tradutor e livreiro. Ele também morou em outros países europeus, como Itália e França.
Colaborou na secção de cultura de alguns periódicos nacionais. Como tradutor, traduziu as obras de Louise Glück, G. K. Chesterton, George Orwell e romances de Charles Dickens, H. G. Wells, John Banville e Virginia Woolf.